# 萨林S7
萨林S7是由萨林、Hidden Creek及Ray Mallock共同開發的超級跑車，然而是由萨林於Irvine、California的工廠獨自製造的。S7是萨林第一部無中生有，從設計圖畫起的車子，S7也被認為是美國生產的第一部超跑（也許有人質疑1991年的Vector W8也是美國生產的，不過它的產量實在太少）。賽車版本的S7—S7R剛於2000年發表時的特色就是巨大的排氣量加上雙渦輪增壓，但是2002年上市的民用版的S7使用的是自然進氣引擎，雖然550匹馬力已經不容小覷，不過S7R的600匹更是讓人垂涎。2005年S7停產，取而代之的是更加驚人的Saleen S7 Twin Turbo，足足有750匹馬力，與官方數據高達402km/h的極速。

## 發展
萨林S7是Steve Saleen與S.A. "Tony" Johnson一起努力18個月的心血結晶。由Ray Mallock公司協助底盤與懸吊系統的開發。引擎開發則為由Billy Tally領導，以Ford 427cid V8引擎為基礎重新打造。

## 外觀板件
S7所有的外觀板件都是由碳纖維製成的，不僅質輕且堅固。它的外觀可不祇好看而已，在空氣動力上的表現也相當優異。車廠聲稱，在車速於257km/h時產生的下壓力為1300 kg，超過於這部車自己的車重，1247 kg。

## 內裝
內裝基本上走向豪華偏向，以皮革包覆的內裝組件搭配鋁製配件。還有LCD顯示器、後視攝影機、快拆方向盤及一顆表底390km/h(240mph)的時速表。駕駛艙是駕駛座偏向的不對稱佈局。

## 車架
車架是由4130輕鋼管與蜂巢結構的鋁合金板材純手工焊接而成的
桁架型車架，不只強度、抗扭性大，重量又十分的輕，唯一的缺點是費時費工生產不易。

## 引擎
| Saleen S7's V8 | Saleen S7's V8          |
| -------------- | ----------------------- |
| 汽缸排列角度： | 90°                     |
| 排氣量：       | 7024 cc                 |
| 缸徑／行程：   | 104.9 毫米 / 101.6 毫米 |
| 壓縮比：       | 10.0                    |
| 最大馬力：     | 550Hp / 6400 rpm        |
| 最大扭力：     | 73 kg*m / 4000 rpm      |

S7採用了以Ford 427cid為基礎，重新打造的OHV鋁製自然進氣V8引擎。採用OHV頂上氣門配置雖然科技性不高，不過這是美國人的浪漫，特色是轉速不高，但扭力輸出飽滿，且重心較頂置凸輪軸來的低。使用鋁鑄造的汽缸體，質輕是最大的優點，使得如此壯碩的引擎重量不那麼重。

## 傳動系統
| 檔位 | 1      | 2      | 3      | 4      | 5       | 6      | 終傳比 |
| 齒比 | 2.46:1 | 2.06:1 | 1.47:1 | 1.18:1 | 0.958:1 | 0.74:1 | 3.22:1 |
| ---- | ------ | ------ | ------ | ------ | ------- | ------ | ------ |

## 性能數據
原廠公佈，S7由0加速到60 mph（相當於97km/h）僅需3.9秒，0到100mph需8.1秒，0到126 mph（相當於203km/h）需11.75秒，極速為200mph / 322km/h。

## Saleen S7 Twin Turbo
Saleen S7 Twin Turbo是自然進氣版本的民用版S7的最新改版，回歸到最原始的設計採用雙渦輪增壓。驚人的不只她的性能數據，Saleen S7 Twin Turbo一部要價585000美元，還有配套的車主訓練課程，同樣索費不貲。

### 改變
引擎加裝了兩具滾珠軸承渦輪增壓器，最大增壓值設定在不算高的0.4bar，相對於單渦輪高增壓的設定可以得到較小的渦輪延遲，雖然不高但較平順的馬力輸出。除了加裝了強制進氣系統之外，汽缸、汽缸頭及缸內零件也全部重新設計、製作。升級之後的引擎在6300 rpm時馬力達750hp，4800rpm時可輸出最大扭力97kg*m(949 N·m)。
| 檔位   | 1      | 2      | 3      | 4      | 5      | 6      | 終傳比 |
| 齒輪比 | 2.86:1 | 1.61:1 | 1.14:1 | 0.96:1 | 0.81:1 | 0.64:1 | 3.70:1 |
| ------ | ------ | ------ | ------ | ------ | ------ | ------ | ------ |

## 特殊版本
2006年，萨林推出一部特殊版本的S7 Twin Turbo，這部特別調校之後的S7馬力暴增了33%，擁有近千匹馬力（1014 PS）及新的空力套件。

## 外部連結
- Saleen （页面存档备份，存于） - Official S7 Twin Turbo website
- Ray Mallock Ltd. (RML) - Developer of the S7
- Phil Frank Design, LLC （页面存档备份，存于） - Designer of the S7
- World Sports Racing Prototypes - Saleen S7-R chassis history